# Macleaya
Genre
Classification phylogénétique
Macleaya est un genre de plantes à fleurs de la famille des Papavéracées originaire de l'Extrême-Orient : Chine et Japon. Il doit son nom à l'entomologiste Alexander Macleay.
Nom chinois : 博落回属

## Description[1]
Il s'agit de plantes vivaces, rhizomateuses, caduques, hermaphrodites, lactifères au latex jaune.
La base de la plante est légèrement lignifiée.
La tige, droite, porte de grandes feuilles alternes, pétiolées et profondément lobées.
Les inflorescences sont de grandes panicules.
La fleur a deux sépales formant un calice coloré. Elle est apétale et possède de nombreuses étamines : de 12 à 28 (le nombre est un élément distinctif des espèces).
La capsule des espèces du genre est légèrement plus complexe que celle des espèces du genre Bocconia et moins que celle, dans l'ordre croissant, des genres Chelidonium, Glaucium, Hunnemania, Eschscholzia, Meconopsis, Argemone et Papaver. Elle est bivalve, aplatie ou orbiculaire et biloculaire. Elle contient plusieurs graines : c'est sur cet élément que Robert Brown a fondé sa séparation du genre Bocconia qui est monosperme.
Les graines, soit uniques (Macleaya microcarpa), soit de 4 à 6, rarement 8 (Macleaya cordata) par capsule, sont ovoïdes, de 1,5 à 2 mm.
Les espèces du genre ont dix paires de chromosomes.

## Distribution
Le genre est originaire d'Extrême-Orient : Chine et Japon.
En raison de leur utilisation ornementale, les deux principales espèces du genre sont présentes maintenant dans l'ensemble des continents.

## Liste des espèces
La liste des espèces est issue des index The Plant List, The International Plant Names Index (IPNI) et Tropicos (index du jardin botanique du Missouri) à la date de septembre 2012. Les espèces conservées dans le genre sont en caractères gras :
- Macleaya cordata (Willd.) R.Br. (1826) - synonymes : Bocconia cordata Willd., Bocconia cordata var. thunbergii Miq., Bocconia japonica André, Marzaria cordata (Willd.) Raf.
  - Macleaya cordata var. yedoensis (André) Fedde - synonymes : Bocconia jedoensis Carrière, Macleaya yedoensis André
  - Macleaya cordata f. glabra H.Ohba (2000)
- Macleaya × kewensis Turrill (1958)
- Macleaya microcarpa (Maxim.) Fedde (1905) - synonyme : Bocconia microcarpa Maxim.
- Macleaya yedoensis André : voir Macleaya cordata var. yedoensis (André) Fedde

## Historique et position taxinomique
Robert Brown nomme, en 1826, le genre à partir de l'espèce Bocconia cordata Willd. en hommage à Alexander Macleay, entomologiste et administrateur des Nouvelle-Galles du Sud.
En 1840, Constantine Samuel Rafinesque renomme le genre en Marzaria. Ce déplacement est infondé.
En 1912, Svante Murbeck, dans son imposante étude des Papavéracées, place le genre dans la sous-famille des Papaveroideae (texte en référence).
Le genre est placé dans la sous-famille des Papaveroideae, tribu des Chelidonieae.